# Amaury Pasos
Amaury Antônio Pasos (* 11. Dezember 1935 in São Paulo, São Paulo; † 12. Dezember 2024 in São Paulo) war ein brasilianischer Basketballspieler. Als Sohn von Argentiniern in Brasilien geboren, wuchs er in Buenos Aires auf und war mit elf Jahren argentinischer Jugendmeister im Schwimmen über 400 m Freistil, bevor er 1950 erstmals einem Basketballverein beitrat. 1951 kehrte er in sein Geburtsland Brasilien zurück.

## Sportliche Laufbahn
Bei Basketball-Weltmeisterschaften gewann er zwei Goldmedaillen sowie je eine Silber- und eine Bronzemedaille, wobei er 1959 zum wertvollsten Spieler des Turniers gewählt wurde. Außerdem nahm er dreimal an Olympischen Spielen teil und gewann dabei zwei Bronzemedaillen (1960, 1964). 2007 wurde er in die FIBA Hall of Fame aufgenommen.
Nach dem Ende seiner aktiven Karriere betrieb Pasos eine Unterwäschefabrik, die sein Vater gegründet hatte.